# Dragescoa mirabilis
 (avril 2024).
Dragescoa, Dragescoidae
Famille
Genre
Espèce
Dragescoa mirabilis, unique représentant du genre Dragescoa et de la famille des Dragescoidae, est une espèce de Ciliés de l’ordre des Pleuronematida (classe des Oligohymenophorea).

## Étymologie
Le nom Dragescoa a été donné en hommage à Jean Dragesco , autodidacte  qui a publié de nombreux articles et ouvrages sur l'astronomie et la protistologie.

## Description
Dragescoa mirabilis a une taille petite (< 80 µm). Sa forme est ovoïde, aplatie. Il vit en natation libre. Sa ciliation somatique est inégale, avec plusieurs cinétides thigmotactiques rapprochées le long de la marge antéro-latérale ventrale droite. Sa région buccale est médio-ventrale, avec un seul polycinétide oral, qui s'étend à côté de la courbe intérieure du paroral et qui est vraisemblablement une fusion de trois polycinétides oraux. Son macronoyau est ellipsoïde. Micronoyau, vacuole contractile et  cytoprocte sont présents. Il est probablement bactérivore.

## Habitat
Dragescoa mirabilis est un cilié marin, vivant en tant qu’ectosymbiontes sur certains échinides de la famille des strongylocentridés.

## Systématique
Le nom valide de ce taxon est Dragescoidae mirabilis Jankowski, 1974.

## Publication originale
- (ru) A.W. Jankowski (1974). Commensological sketches. 6. Ectocommensals of Strongylocentrotus intermedius in the Busse Lagoon, Southern Sakhalin. Gidrobiol. Zh. (= Hydrobiol. J.) 10: 60-68. (En russe avec résumé en anglais).